# 시몬 페레스
시몬 페레스(히브리어: שמעון פרס, 히브리어 발음: [ʃiˌmon ˈpeʁes] ( 듣기), 1923년 8월 2일~2016년 9월 28일)은 이스라엘의 정치인으로 3차례 총리(1977년, 1984년 ~ 1986년, 1995년 ~ 1996년)를 지냈으며, 9대 대통령 (2007년 ~ 2014년)을 지냈다. 팔레스타인 평화협상에 공헌하여 1994년 노벨 평화상을 수상하기도 했다.

## 어린 시절

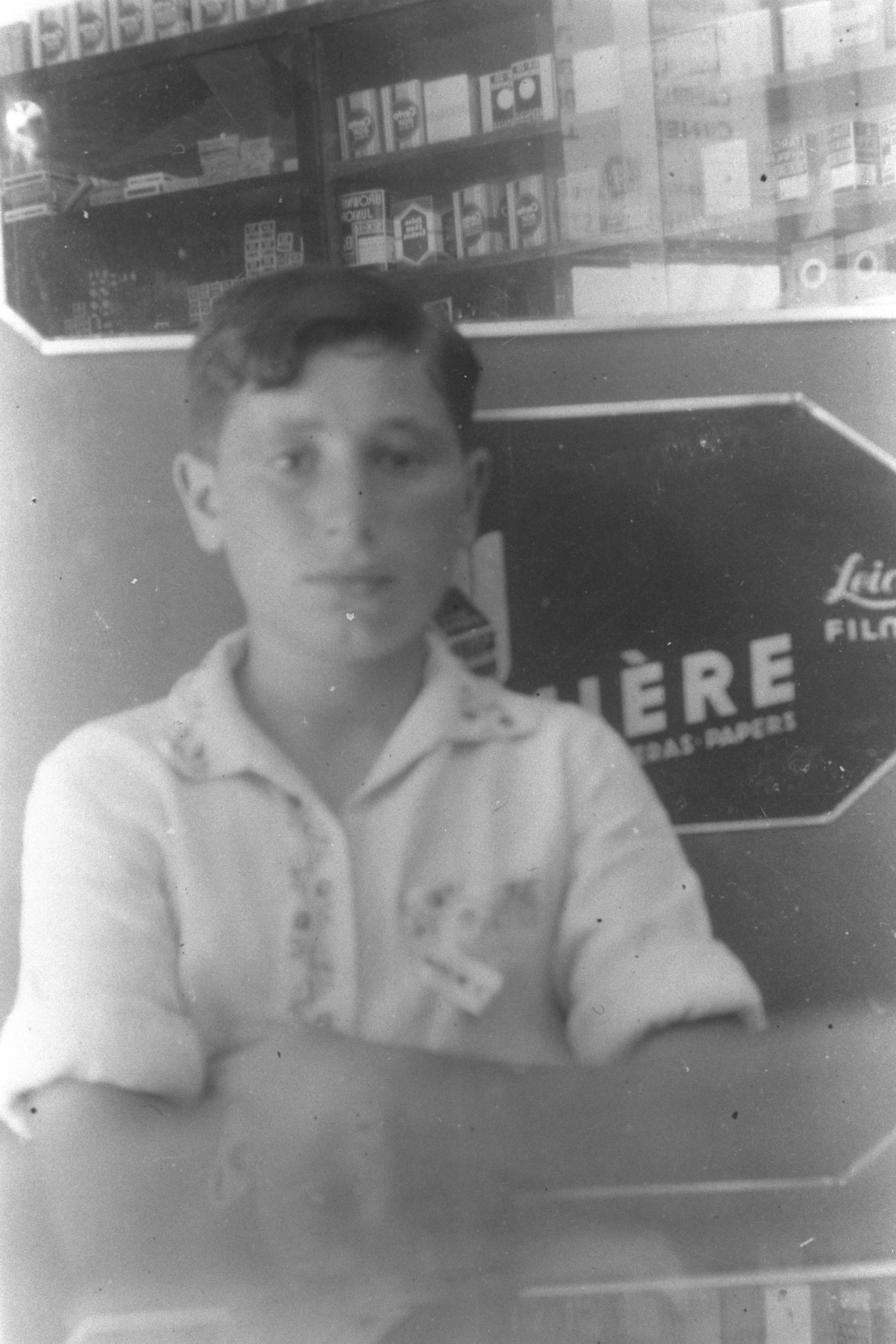
13세의 페레스 (1936년)

시몬 페르스키(폴란드어: Szymon Perski)라는 본명으로 폴란드 미슈니에프 (현재 벨라루스 비시니예바)에서 이츠하크(1896 ~ 1962)와 사라(1905 ~ 1969) 페르스키에게 태어났다. 그의 부친은 부유한 목재 상인이었고, 후에 다른 상품들로 진출하였으며 모친은 도서관원이었다. 그는 동생 게르숀이 있었고, 미국의 영화 배우 로런 버콜(본명 베티 조안 페르스키)과 사촌 관계였다. 가족은 집안에서 히브리어, 이디시어와 러시아어를 썼으며, 페레스는 학교에서 폴란드어를 배웠다. 그는 그러고나서 영어와 프랑스어를 하는 것을 배웠다.
어린이로서 페레스는 후에 "난 이스라엘의 대통령이 되는 꿈을 꾸지 않았다. 소년으로서 나의 꿈은 목자 혹은 시인이 되는 것이었다."고 말하였다. 그는 자신의 모친으로부터 프랑스어 문학의 사랑을 물러받았다.
1932년 페레스의 부친은 영국 위임통치령 팔레스타인으로 이민을 가 텔아비브에 정착하였다. 가족은 1934년에 그를 따라갔다. 페레스는 텔아비브에 있는 밸포어 초등학교와 고등학교, 그리고 게울라 김나지움(상업 고등학교)에서 수학하였다. 15세의 나이에 그는 벤 셰멘 농업 학교로 전학을 가 몇년 동안 키부츠 게바에 살았다. 페레스는 키부츠 알루모트의 창립자들 중의 하나였다. 1941년 그는 노동 지오니즘 청소년 운동인 하노아르 하오베드 베하로메드에 선출되었고, 1944년 알루모트로 돌아와 낙농업자, 목동과 키부츠 서기로 일하였다. 1941년 비슈니에프에 남아있던 페레스의 친척들은 전부 홀로코스트 중에 사망하였으며, 랍비 멜처를 포함한 많은이들은 도시의 시나고그에서 산채로 불타버렸다.
20세의 나이로 페레스는 자신이 12명의 당원들 중 단 2명의 마피이당 후원자들 중의 하나였던 하노아르 하오베드 베하로메드 국가 비서로 선출되었다. 3년 후, 그는 운동을 차지하여 다수를 이겼다. 마파이당의 우두머리 다비드 벤구리온과 베를 카츠넬손은 그에게 흥미를 가지게 되어 그를 마파이의 비서로 임명하였다.
1944년 페레스는 당시 들어가는 데 허락을 요구하는 문이 닫힌 군사 지구 네게브로 불법 원정을 지도하였다. 팔마크 스카우트, 동물학자와 고고학자와 더불어 10대들의 단체로 이루어진 원정은 벤구리온에 의하여 모금되어 왔고, 유대인의 국가에 포함되는 데 지역의 훗날의 유대인 정착을 위한 계획의 일부로서 팔마크의 우두머리 이츠하크 사데에 의하여 계획되었다. 단체는 영국의 장교에 의하여 지도된 베두인 낙타 순찰대에 의하여 체포되어 베에르셰바로 데려가 지방 감옥에서 감금되었다. 참가자들의 전부는 징역 2주를 선고받았고, 지도자로서 페레스는 또한 엄청난 벌금을 물게 되었다.
1946년 페레스와 모셰 다얀은 바젤에서 열린 지오니즘 운동 회의로 가는 데 마파이 사절단에 2명의 청년 사절로서 선택되었다.
1947년 페레스는 이스라엘 방어군의 전임인 하가나에 가입하였다. 벤구리온은 인사와 무기 매입을 위하여 그를 책임지도록 만들었고, 그는 이스라엘이 1948년 독립을 이룰 때 해군 복무를 지도하는 데 임명되었다.
페레스는 1950년대 미국에서 국방부의 사절단의 지휘자였다. 미국에 있는 동안 그는 뉴 스쿨과 뉴욕 대학교에서 영문학, 경제학과 철학을, 그리고 하버드 대학교에서 선진 경영학을 수학하였다.
페레스는 다국어 사용자이며, 히브리어를 쓸 때 자신의 폴란드 사투리를 잃지 않았어도 폴란드어, 프랑스어, 영어, 러시아어, 이디시어와 히브리어를 하는 편이다. 자신의 사생활에서 그는 시인이자 작곡가이며, 후에 앨범들에 노래들로서 녹음된 자신의 어떤 시와 내각 회의가 열리는 동안 절들을 썼다. 자신의 깊은 문학 흥미들의 결과로서 그는 동등한 안락과 함께 구약성서의 예언자들, 프랑스어 문학과 중국 철학으로부터 인용할 수 있었다.

## 경력
어린 나이부터 그는 자신의 뛰어난 웅변으로 명성을 얻었고, 이스라엘의 건국 아버지 다비드 벤구리온에 의하여 부하로 선택되었다. 그는 1940년대 후반에 자신의 정치적 경력을 시작하여 이스라엘 독립 전쟁이 일어나는 동안과 끝난 즉시 후에 몇몇의 외교적과 군사적 직위들을 보유하였다.

### 국방부 경력
페레스는 1952년 28세의 나이로 국방부의 부총재로서 자신의 최고 수준의 정부 직위로 임명되었고, 1953년부터 1959년까지 그 총재를 지냈다. 29세의 나이로 그는 이 직위를 보유하는 데 최연소 남자였다. 이 직위에서 그는 프랑스와 가까운 관계들을 설립하는 데 수단이 되어 품질 무기의 대량을 방비하였고, 차례로 지방에서 권력의 균형을 제공하는 도움을 주었다.
페레스의 심사 숙고를 통하여 이스라엘은 프랑스의 상급 전투기 다소미라주 II를 취득하고, 디모나 원자로를 설립하였으며 프랑스와 영국과 함께 3국 동의서로 들어가 1956년 수에즈 위기가 되는 것에 이스라엘을 두었다. 페레스는 1958년부터 자신이 디모나 계획에 샤를 드 골과 딱딱한 협상들에 가끔 연루되었어도 1950년대 중반으로부터 가까운 프랑스-이스라엘 연합에서 지속적으로 주요 중개자였다.

#### 1956년 수에즈 위기
1954년부터 국방부의 총재로서 페레스는 군사적 공격 1956년 수에즈 전쟁을 위한 프랑스-이스라엘 동의서에 협상에서 수단이었다. 페레즈는 벤구리온 총리에 의하여 파리로 보내져 프랑스 정부와 비밀 회담들을 개최하였다. 1954년 11월 페레스는 파리를 방문하여 그에게 프랑스가 이스라엘에 매입하기 원하는 아무 무기들을 팔 것이라고 말한 프랑스의 국방 장관 마리피에르 쾨니그에 의하여 맞아졌다. 1955년 초순에 프랑스는 이스라엘에 무기의 대량을 배로 보냈다. 1956년 4월 페레스에 의하여 또다른 파리 방문에 이어 프랑스는 트리파르티 동의서를 경시하는 데 동의하였고, 이스라엘에 더많은 무기들을 공급하였다. 같은 방문이 있던 동안 페레스는 1956년 이스라엘이 이집트와 전쟁에 결정하였다고 프랑스인들에게 알렸다. 1950년대를 통하여 프랑스와 이스라엘 사이에 존재한 엄청난 가까운 관계는 국방과 외교 분야들에서 전례가 없는 협동에 의하여 특성을 나타냈다. 이 관계의 기획으로서 자신의 업무로 페레스는 레지옹 도뇌르 훈장이 수여되었다.
1956년 페레스는 모리스 부르제모누리, 크리스티앙 피노와 프랑스 육군 참모총장 모리스 샬, 영국의 외무장관 셀윈 로이드와 그의 보조인 패트릭 딘 경의 곁으로 세브르 조약에 역사적인 협상들에서 역할을 차지하였다. 영국과 프랑스는 이집트에 대항하는 연합을 위하여 이스라엘의 성원을 입대시켰다. 당들은 이스라엘이 시나이반도를 침입할 것을 동의하였다. 영국과 프랑스는 그러고나서 중재하여 운하의 양쪽으로부터 10 마일 (16km)의 거리로 그들의 군대를 철수시키는 데 이스라엘과 이집트 육군들을 지시하였다. 영국군과 프랑스군은 그러고나서 그런 중요한 행군 명령의 이집트 통치가 너무 빈약하고, 영국-프랑스의 관리 아래 놓이는 것이 필요하다고 주장하였다. 세브르 조약에서 동의서는 시초적으로 영국의 앤서니 이든 총리에 의하여 "정치적 수완의 최고 형식"으로 묘사되었다. 3 연합국, 특히 이스라엘은 주로 자신들의 즉시 군사 목표들의 달성에서 성공적이었다. 하지만 미국과 소련 양국이 그들에게 군대를 철수시키는 강요로부터 수에즈 위기에 극단적인 적대 반응은 영국과 프랑스의 수에즈 운하 통치의 정치적과 전략적인 목표들의 실패에 결과를 가져왔다.

## 정치 경력
페레스는 1959년 선거에서 처음으로 크네세트에 마파이의 당원으로서 선출되었다. 그는 자신이 1965년까지 지낸 국방부 부장관의 역할이 주어졌다. 페레스와 모셰 다얀은 마파이와 조화된 새로운 당 라피를 형성하는 데 벤구리온과 함께 마파이를 탈당하고, 1968년 제휴당(좌익 제휴)에 입당하였다. 그는 미국의 이스라엘에 첫 장비를 팔은 것으로 알려진 호크 대공 화기를 본국에 판매와 체결된 존 F. 케네디 대통령과 협상들을 개최하였다.

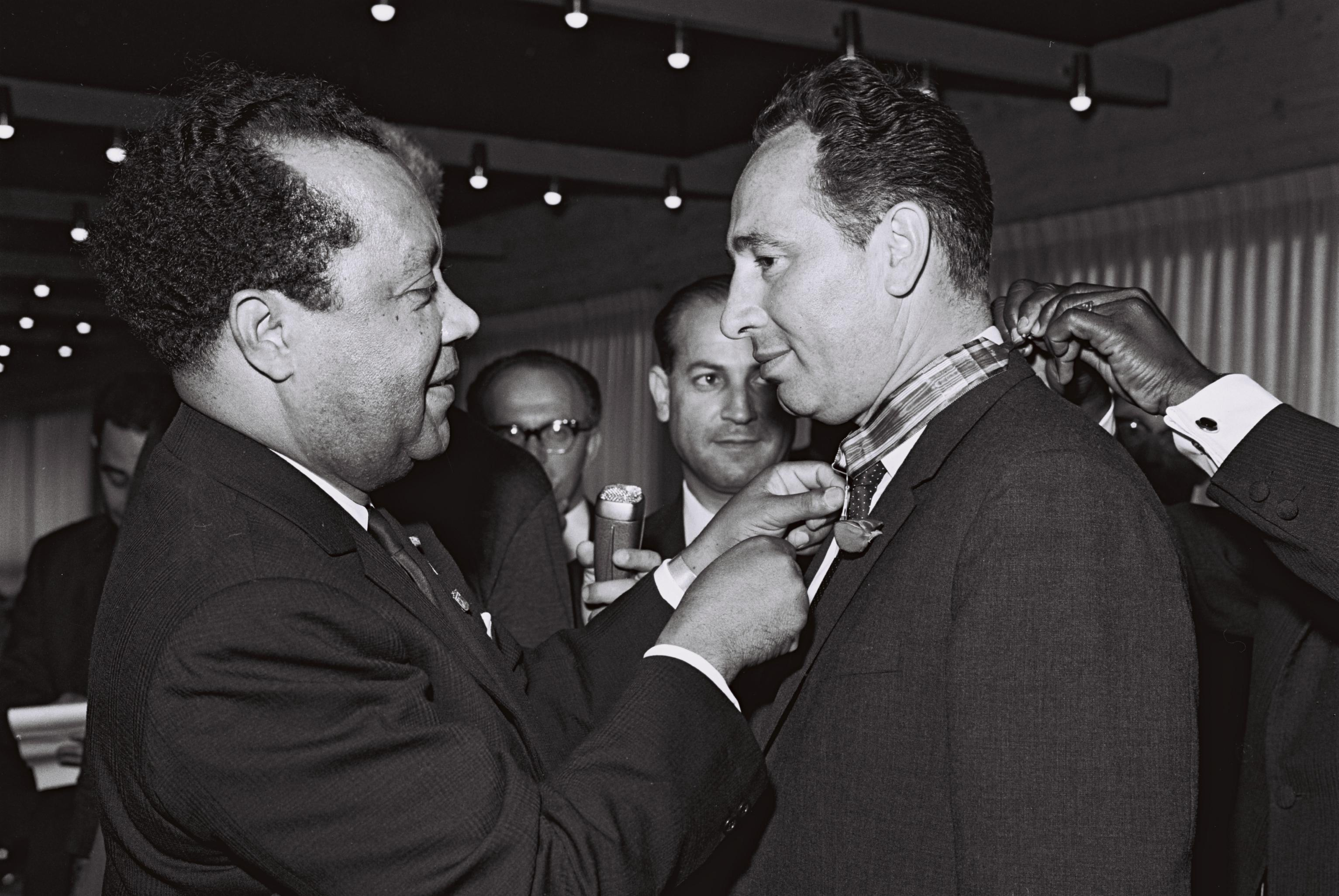
이스라엘을 방문한 토고의 니콜라 그뤼니츠키 대통령이 페레스에게 모노 훈장을 수여하는 모습 (1964년)

1969년 페레스는 이민 흡수 장관으로 임명되었고, 1970년 교통통신부 장관이 되었다. 1974년 정보 장관으로서 기간 후, 그는 이츠하크 라빈 정부에서 국방부 장관으로 임명되어 욤키푸르 전쟁의 시기에 골다 메이어가 사임한 후, 총리의 지위를 위하여 라빈의 주요 라이벌로 지내왔다.
이 시간 동안 페레스는 당의 의장 지위를 위하여 지속적으로 라빈을 도전하였으나 1977년 그는 다시 정당 선거에서 라빈에게 패하였다.

### 총리 재임

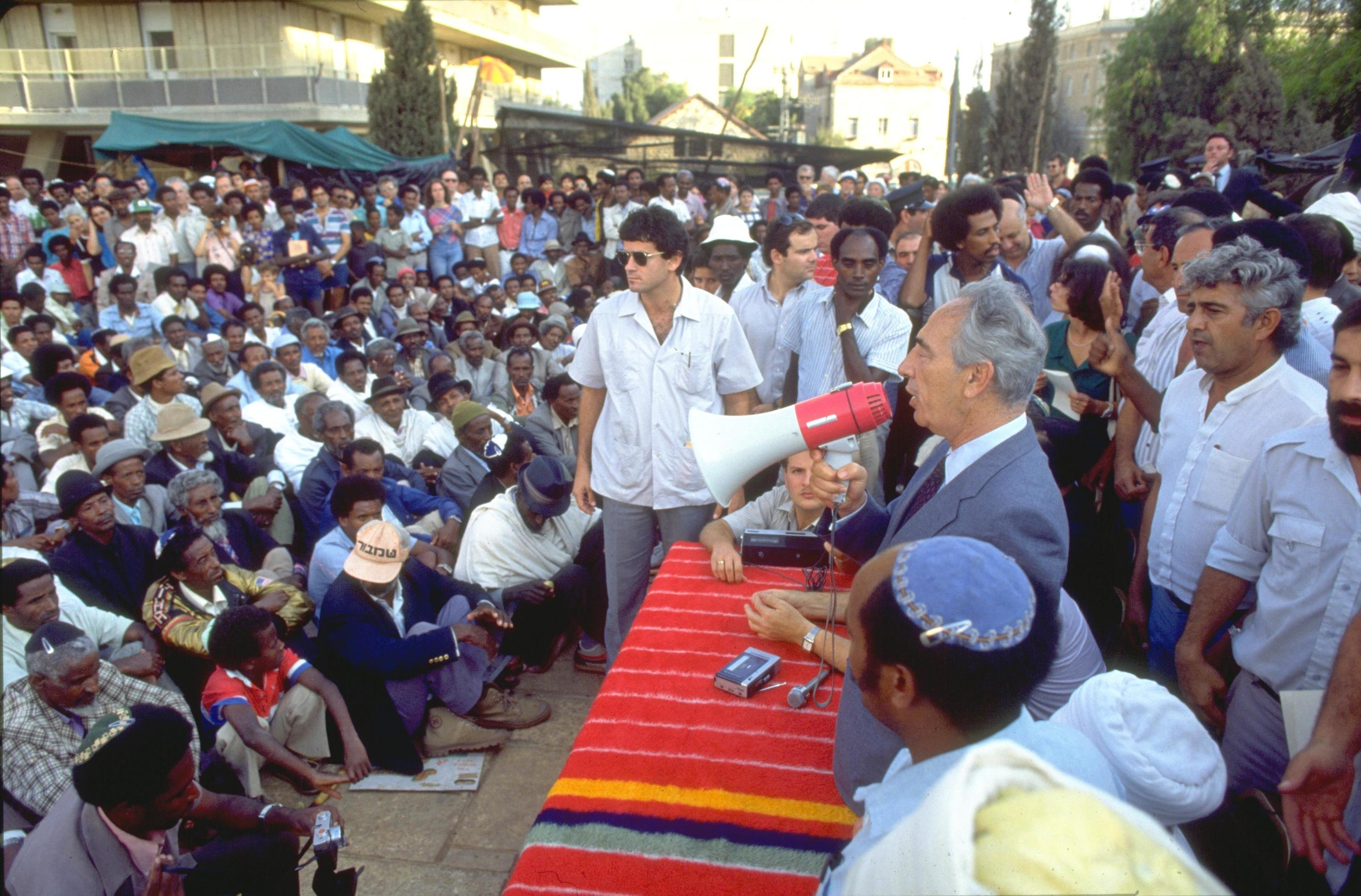
데모 중인 에티오피아계 유대인 이민자들 앞에서 연설을 하는 페레스 총리 (1985년 10월 2일)

라빈 총리가 자신의 부인을 연루한 외화 의옥이 일어나 총리직에서 내려갈 때 1977년 선거에 대비하여 페레스는 당수로서 라빈의 뒤를 이었다. 라빈이 변천 정부로부터 법적으로 사임하지 못하면서 그는 페레스가 비공식적인 총리 대행이 된 동안 공식적으로 총리직에 남아있었다. 페레스는 메나헴 베긴 아래의 리쿠드가 좌익을 배제한 연정을 이루는 데 충분한 의석을 이길 때 제휴당을 당의 처음이자 마지막 선거 패배로 이끌었다. 단 한달이 정상에 온 후, 페레스는 야당 지도자의 역할을 취하였다. 1980년 라빈에 의하여 복귀의 입찰을 되돌아가게 한 후, 페레스는 자신의 당을 1981년 선거로 이끌어 더욱 좁게 패하였다. 1984년 선거에서 제휴당은 다른 당보다 더 많은 의석을 이겼으나 좌익 제휴를 형성하는 데 필요한 61개의 위임의 다수를 소집하는 데 실패하였다. 제휴당과 리쿠드는 페레스가 총리로 지내고, 리쿠드의 당수 이츠하크 샤미르가 외무장관이 되는 데 드문 "회전" 협정 혹은 단일 정부로 동의하여 기간을 통하여 중간쯤의 지위들을 바꾸었다. 직무에서 이 시간의 빛나는 장면은 국왕 하산 2세와 회담하러 모로코로 방문이었다.
거래의 일부로서 페레스와 샤미르가 서로의 지위들에 이적한지 2년 후 페레스는 외무장관이 되었다. 1988년 페레스에 의하여 지도된 제휴당은 또다른 좁은 패배를 겪었다. 그는 리쿠드와 연정을 새롭게 하는 데 동의하였으며, 이번에는 전체의 기간을 위하여 샤미르에게 총리직을 양보하였다. 1988년 ~ 1990년의 국가 단일 정부에서 페레스는 부총리 겸 재무장관을 지냈다. 그와 제휴당은 1990년 제휴당의 연정, 작은 좌파 당벌과 완전 보수적인 당들에 기초를 둔 접은 정부를 형성하는 데 실패한 후, 정부를 떠났다.

### 오슬로 협정, 요르단과 평화 정책과 노벨 평화상

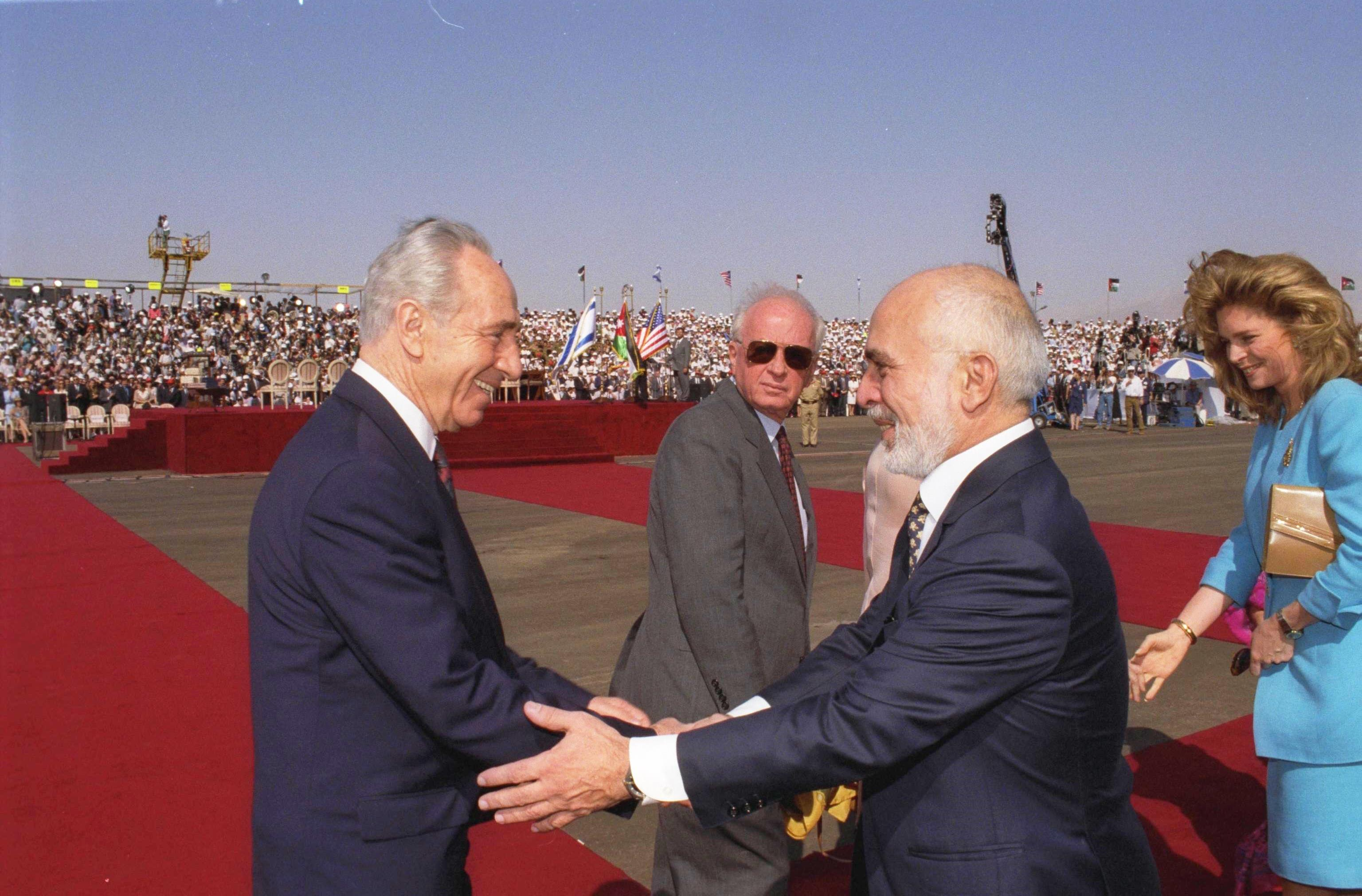
이스라엘-요르단 평화 조약에 대비하여 이츠하크 라빈 총리가 보는 앞에 후세인 1세 국왕과 악수하는 페레스 외무장관

1990년부터 페레스는 1992년 초순에 자신이 15년 일찍이 대체한 이츠하크 라빈에 의한 새로운 이스라엘 노동당의 첫 주요 선거에서 패할 때까지 크네세트에서 야당을 이끌었다. 페레스는 정치에서 활동적으로 남아있었으며, 1992년부터 라빈의 외무장관을 지냈다.
페레스와 라빈은 1993년 8월 20일 노르웨이 오슬로에서 최종적으로 승인된 오슬로 협정에 도달하는 데 야세르 아라파트의 팔레스타인 해방기구와 일하였고, 그해 9월 13일 워싱턴 D. C.에서 공식적으로 맺어졌다. 이 성취로 페레스, 라빈과 아라파트는 노벨 평화상을 수상하였다. 1995년 라빈 총리의 암살 사건 후, 페레스는 1996년 선거가 열릴 때까지 총리 대행과 국방부 장관 대행을 지냈다.
1994년 10월 26일 요르단과 이스라엘은 라빈 총리와 페레스 외무장관에 의하여 제안되어 온 양국간 평화 조약을 맺었다. 서명식은 엘리아트의 북부와 요르단 국경 근처에 있는 이스라엘의 아라바 협곡에서 열렸다. 라빈 총리와 요르단의 압델살람 알마잘리 총리가 조약에 조인하고, 이스라엘의 대통령 에제르 바이츠만이 요르단의 후세인 1세 국왕과 악수하였다. 워런 크리스토퍼 미국 국무장관과 동행된 빌 클린턴 미국 대통령이 목격하였다. 조약은 이스라엘과 요르단 사이에 공식적 전쟁의 46년 세월에 종말을 가져왔다.
1996년 4월 11일 페레스 총리는 IDF 미사일에 의하여 2명의 레바논인을 살해함에 책임에서 이스라엘로 발사한 헤즈볼라 카튜샤 로케트들에 의하여 꾸며진 분노의 포도 작전을 제안하였다. 이스라엘은 남부 레바논에서 대규모의 공중 급습과 광대한 폭탄 투하를 지휘하였다. 유엔의 울안이 이스라엘의 폭탄 투하에 맞을 때 카나의 폭탄 투하에서 106명의 레바논 민간인들이 사망하였다.

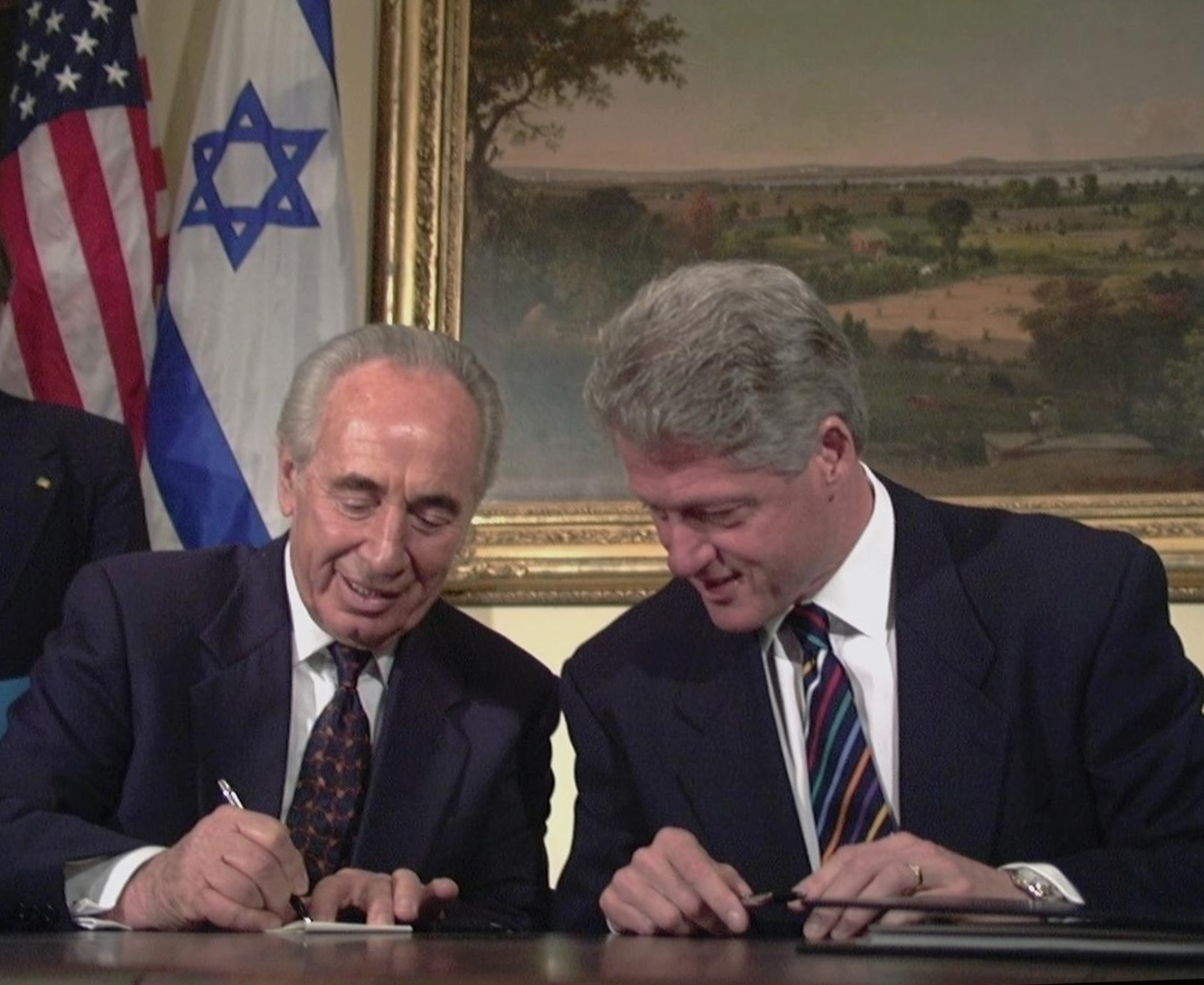
백악관에서 빌 클린턴 대통령과 함께 (1996년 4월)

페레스는 1996년 총리를 위한 첫 직접 선거에서 베냐민 네타냐후에 의하여 좁게 패하였다. 1997년 그는 이스라엘 노동당의 당수로서 재선을 추구하지 않았고, 에후드 바라크에 의하여 대체되었다. 바라크 총리는 당수의 직위를 확보하는 데 페레스의 시도를 거절하고, 1999년 정부 형성에 지방 협동 장관의 소수직으로 페레스를 임명하였다.
2000년 페레스는 총리의 선발 권한을 부여한 국가 원수 직위인 이스라엘의 대통령으로서 7년 임기를 위하여 나갔다. 기대한 대로 우승한 그는 대통령으로 선출되는 데 첫 전직 총리로 재내왔다. 하지만 그는 리쿠드 후보 모셰 카차브에게 패하였다. 카차브의 승리는 페레스가 바라크 정부의 증가적으로 인기가 없는 평화 진행들을 성원하는 데 직위를 이용하는 계획을 세운 증거로 일부에 귀착시켰다.
2001년 총리를 위한 직접 선거에서 아리엘 샤론에 의하여 바라크의 패배에 이어 페레스는 아직 또다른 복귀를 이루었다. 그는 이스라엘 노동당을 샤론의 리쿠드와 국가 단일 정부로 이끌어 외무장관직을 지켰다. 당의 형식적인 지도력은 비냐민 벤엘리제르에게, 그리고 2002년 하이파 시장 암란 미츠나에게 전달되었다. 페레스는 자신 소유의 온건평화파의 자세에 불구하고, 평화의 진행을 촉진하면서 보이지 않은 정부에서 외무장관으로서 자신의 직위로 달라붙으면서 좌익에서 매우 비판을 받았다. 그는 2003년 선거의 진행으로부터 이스라엘 노동당이 사임할 때만 직위를 떠났다. 미츠나의 지도력 아래 당이 압도적인 패배를 겪은 후, 페레스는 다시 잠시의 지도자로 나타났다. 그는 가자 지구로부터 후자의 해방 성원이 이스라엘 노동당이 성원할 수 있던 외교적 프로그램을 대표할 때 2004년 말기에 다시 한번 당을 샤론과 연정으로 이끌었다.
페레스는 2005년 다음해의 선거의 진출에서 이스라엘 노동당의 당수직을 이겼다. 당수로서 그는 장기적 만큼 가능하게 선거를 밀어내는 호의를 가졌다. 그는 이른 선거가 그해 9월 가자 지구 철회 계획과 샤론과의 국가 단일 정부에서 당의 신분 둘다를 위태롭게 할 것이라고 주장하였다. 하지만 다수는 오피르 피네스파즈, 이츠하크 헤어초크와 같은 당의 어린 당원들이 정부의 장관직들을 갈라놓으는 데 당의 비밀 투표에서 비냐민 벤엘리제르와 하임 라몬 같은 설립된 당수를 차지하면서 이른 날짜를 위하여 밀어냈다. 페레스는 투표에서 지속적으로 이끌어 라이벌들이 그를 차지할 예고들을 무시하였다. 하지만 그는 페레츠의 42.4%에 40%와 함께 당수 선거를 패하였다.

### 샤론 총리를 위한 성원과 카디마 입당
2005년 11월 30일 페레스는 샤론 총리와 그의 새로운 당 카디마를 성원하는 데 이스라엘 노동당을 떠났다고 공고하였다. 샤론의 쇠약한 발작의 즉시 후에 페레스가 당수로서 차지할 사색이 있었으먀, 가장 연장자 카디마 당수들은 리쿠드의 전 당원들이었고, 샤론의 후임자로 에후드 올메르트를 위한 자신들의 성원을 나타냈다.
이스라엘 노동당은 보고적으로 페레스를 집회로 도로 데려오는 시도를 하였다. 하지만 그는 자신이 올메르트를 성원하였다고 공고하고, 카디마와 남아있으려고 하였다. 페레스는 이전에 3월 선거에 나가지 않을 자신의 의지를 공고하였다. 선거에서 카디마의 우승에 이어 페레스는 부총리 겸 네게브, 갈릴리와 지방 경제 개발 장관의 역할이 주어졌다.

## 대통령 재임 (2007 ~ 2014)

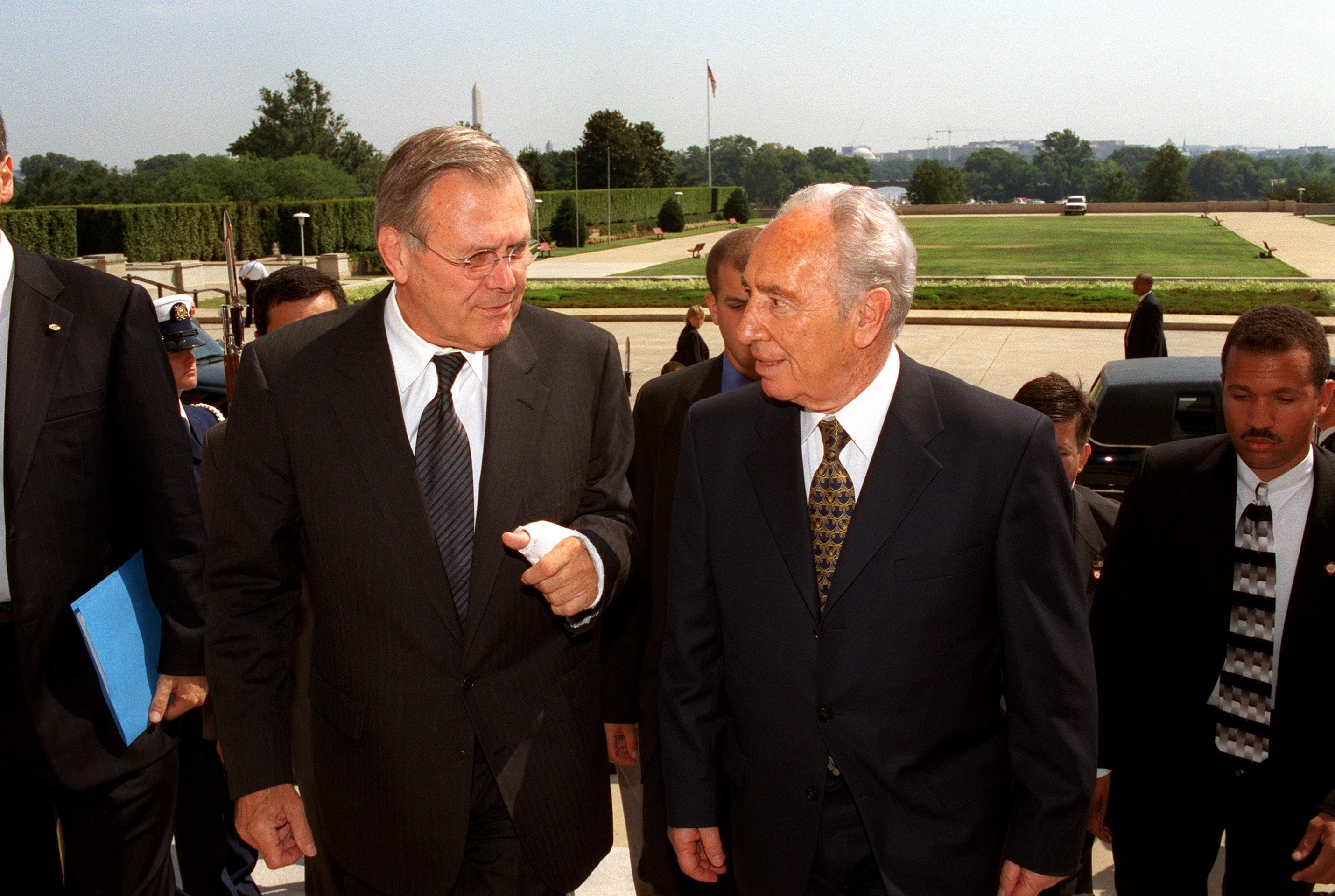
펜타곤에 도착한 날 도널드 럼즈펠드와 함께

2007년 6월 13일 페레스는 크네세트에 의하여 이스라엘의 대통령으로 선출되었다. 크네세트의 의원들 120명 중 58명이 첫 라운드에서 그를 위하여 투표하였다. 그의 반대자들이 2번째 라운드에서 페레스를 후원하고, 23명이 반대한 동안 크네세트 의원들 중 86명이 그의 호의에 투표하였다. 그는 같은 날 1959년 11월(2006년 초기에 3달의 기간을 제외한) 크네세트의 의원으로서 자신의 역할로부터 사임을 하여 이스라엘 정치 역사상 장기적으로 지내온 것이다. 7월 15일 페레스는 대통령으로서 선서하였다.
대통령이 된 후에도 온건하고 평화적인 경향을 보였며, 이스라엘 대통령으로는 처음으로 이슬람권 국가인 터키에서 국회 연설을 하였다. 그리고 이란 핵시설 공격에 대해 반대 입장을 나타냈다.
그러나 2008년 말부터 진행된 가자 지구 폭격에서는 가자 지구 폭격에 대한 정당성을 주장하여 이슬람권 국가들의 비난을 받았다. 특히 2009년 1월 스위스 다보스에서 열린 연례 세계경제포럼(다보스 포럼)에서 그는 반기문 유엔 사무총장, 터키의 레제프 타이프 에르도안 총리와 가자 사태 해결을 위한 토론 중 에르도안 총리의 항의를 받았고, 에르도안 총리는 이스라엘을 비난하며 토론 도중 그 자리를 박차고 나갔다.
2011년 6월 그는 중동의 평화를 이루는 데 자신의 노력들로 후라에서 베두인 고관들에 의하여 족장의 명예 타이틀을 수상하였다. 페레스는 "이 방문은 기쁨으로 지내왔습니다. 난 후라에 의하여 깊게 인상을 받았습니다. 당신은 다른 나머지가 할 수 있던 것보다 당신들 자신을 위하여 더욱 많이 해냈습니다."라고 말하며 자신의 주최자들에게 감사하였다. 그는 후라의 시장 무함마드 알나바리와 후라의 정부 의회의 의원들에게 그들이 "네게브의 일부였다. 그것은 베두인 공동체를 개발하는 것 없이 개발될 수 없어 근대의 세계에 가입하는 동안 그 전통들을 지키리라"고 말하였다.
페레스는 2013년 4월 2014년의 범위를 넘어서 자신의 지위를 확장하는 데 추구하지 않을 것을 공고하였다. 그의 후임자 레우벤 리블린은 6월 10일에 선출되어 7월 24일 대통령직을 차지하였다.

## 사망
2016년 9월 13일 페레스는 93세의 나이로 큰 발작을 일으켜 라마트간에 있는 셰바 진료소에 입원하였다. 그의 상태는 안정되었으나 9월 27일 그가 변경할 수 없는 뇌성마비와 기간의 쇠퇴를 겪었다고 보고되었고, 보고적으로 신경 종말 상태에 있었다. 다음날 그는 병원에서 사망하였다.
그의 장례식은 9월 30일 예루살렘의 헤르즐 산에서 열렸다. 그 일은 1995년 이츠하크 라빈 총리의 장례식 이래 이스라엘에서 그런 거대한 행사였다. 대략 4,000명의 애도자들과 영국의 찰스 왕세자, 프랑스의 프랑수아 올랑드 대통령, 미국의 빌 클린턴 전 대통령과 버락 오바마 대통령, 베냐민 네타냐후 총리와 팔레스타인의 지도자 마무드 아바스를 포함한 75개국의 지도자들이 그의 장례식에 참석하였다.

## 유산
페레스의 사망에 추모들이 세계를 걸쳐 지도자들로부터 바쳐졌다. 러시아의 블라디미르 푸틴 대통령은 "난 많은 시간에 이 비범한 남자를 만나는 데 대단히 행운이다. 그리고 모든 시간에 난 가장 어려운 논점들의 본질로 내려가는 데 그의 용기, 애국심, 현명, 전망과 능력에 감탄하였다."고 말하였다. 오바마 미국 대통령은 "난 나의 친구 시몬을 부를 수 있던 것에 항상 감사하다... 그는 자신이 친선의 국민들이 함께 추진할 수 있던 것을 알던 진보와 인간의 존엄의 전망에 의하여 인도되었다."고 말하였다. 시진핑 중화인민공화국 주석은 "그의 사망은 중화인민공화국을 위한 옛 친구의 잃음이다"고 말하였다. 백악관의 잔디밭에서 오슬로 협정이 체결될 때 중재인이었던 빌 클린턴 전 미국 대통령은 페레스의 전망에 "그의 비판들은 그를 공상가로 불렀다. 그가 이해력이 뛰어났던 것은 매우 종말까지 감명적인 공상가였다. 아아, 고마워라"고 칭송하였다.
페레스는 뉴욕 타임스에 의하여 "모국의 만만치 않은 군사력을 지으는 데 아무보다 많이 해내고, 그러고나서 이스라엘의 아랍 이웃들과 오래가는 평화를 설립하는 데 열심히 일한 남자"로 묘사되었다.

## 수상과 인정
- 1994년 - 이츠하크 라빈과 야세르 아라파트와 함께 노벨 평화상
- 2008년 - 런던 킹스 칼리지로부터 법학 명예 학위
- 2012년 - 버락 오바마 대통령으로부터 대통령 자유 훈장
- 2016년 - 국회 금메달

## 역대 선거 결과
| 선거명      | 직책명            | 대수 | 정당            | 1차 득표율 | 1차 득표수 | 2차 득표율 | 2차 득표수 | 결과 | 당락 |
| ----------- | ----------------- | ---- | --------------- | ---------- | ---------- | ---------- | ---------- | ---- | ---- |
| 2000년 선거 | 이스라엘의 대통령 | 8대  | 이스라엘 노동당 | 47.50%     | 60표       |            |            | 2위  | 낙선 |
| 2007년 선거 | 이스라엘의 대통령 | 9대  | 카디마          | 52.73%     | 58표       | 78.90%     | 86표       | 1위  |      |